# 2011年至2012年圣安东尼奥马刺赛季
2011–12 圣安东尼奥马刺赛季為馬刺队加盟NBA的第三十六個賽季，在圣安东尼奥的第三十九個賽季，也是經營第四十五個賽季。